# Ol-Perstjärnen
Ol-Perstjärnen är en sjö i Säters kommun i Dalarna och ingår i Dalälvens huvudavrinningsområde.